# Контргамбіт Лопеса
Контргамбіт Лопеса — шаховий дебют, різновид прийнятого Королівського гамбіту, що починається ходами:

1. e2-e4 e7-e5

2. f2-f4 e5: f4

3. Сf1-c4 f7-f5.
Названий по імені іспанського шахіста XVI століття Руї Лопеса.
Протягом тривалого часу теорія розцінювала даний дебют як цілком коректне продовження, що дозволяє чорним розраховувати на рівну гру. Згодом, однак, за білих були знайдені ресурси для отримання переваги.
У сучасній турнірній практиці зустрічається рідко. Варіант гамбіту слона.

## Варіанти

### Продовження 4. Фd1-e2
Сучасна теорія розцінює цей хід як оптимальний для білих, що дає їм шанси на отримання переваги. Далі можливо:
- 4. …f5:e4 5. Фe2-h5+ g7-g6 6. Фh5-e5+ Фd8-e7 7. Фe5:h8 Кg8-f6 — чорні жертвують туру і заманюють білого ферзя на h8. У той же час білі можуть отримати перевагу після 8. b2-b3! d7-d5 9. Сc1-a3 c7-c5 10. Сa3:c5 Фe7:c5 11. Фh8:f6 d5:c4 12. Фf6:f4.
- 4. …Кg8-f6 5. e4-e5 Кf6-e4 6. Кg1-f3 Сf8-e7 7. d2-d3! Сe7-h4+ 8. Крe1-f1 — з перевагою у білих.
- 4. …Фd8-h4+ 5. Крe1-d1 f5:e4
  - 6. Кb1-c3 Крe8-d8! 7. Кc3:e4 c7-c6 8. Кg1-f3 Фh4-e7 — з рівною грою.
  - 6. Фe2:e4+ Сf8-e7 7. Кg1-f3 Фh5-h5 8. Лh1-e1 Кb8-c6 9. Сc4:g8 Лh8:g8 10. Кb1-c3 d7-d6 11. Кc3-d5! Сc8-f5 12. Фe4-c4 Сf5:c2+ 13. Крd1-e2! (прийняття жертви королем або ферзем тягне 13. …Ф:d5!) — у чорних критична позиція, захищатися від численних загроз їм непросто.

### Інші варіанти
- 4. Фd1-h5+ g7-g6 5. Фh5-e2 f5:e4 6. Фe2:e4+ Сf8-e7 7. Фe4-d5 Кg8-h6 8. Фd5-e5 Лh8-f8 9. Фe5-g7 Сe7-h4+ — з перевагою у чорних.
- 4. Кb1-c3 Фd8-h4+ 5. Крe1-f1 f5:e4 6. Кc3:e4 Сf8-e7 7. d2-d4 Кg8-h6 8. Кg1-f3 Фh4-h5 9. Сc1:f4 d7-d5 10. Кe4-g3 Фh5-f7 11. Сc4-b5+ c7-c6 12. Сf4:h6 c6:b5 — з перевагою у чорних.
- 4. e4-e5 d7-d5 5. e5:d6 Сf8:d6 6. Кg1-f3 Фd8-f6
- 4. Сc4:g8 Фd8-h4+

## Приклад
1. e2-e4 e7-e5 2. f2-f4 e5:f4 3. Сf1-c4 f7-f5 4. Фd1-e2 Фd8-h4+ 5. Крe1-f1 f5:e4 6. Фf2:e4+ Сf8-e7 7. Кg1-f3 Фh4-h5 8. Сc4:g8 Лh8:g8 9. Кb1-c3 c7-c6 10. d2-d4 d7-d6 11. Сc1:f4 Сc8-f5 12. Фe4-e3 Kpe8-d7 13. Лa1-e1 Лg8-e8 14. d4-d5 Кb8-a6 15. d5:c6+ b7:c6 16. Фe3-e2 Сe7-h4 17. Фe2:a6 Фh5:f3+ 18. g2:f3 Сf5-h3+ 19. Kpf1-g1 Лe8:e1+ 20. Фa6-f1 Лe1:f1х.